# Džurčenska pisava
Džurčenska pisava (džurčensko , kitajsko: 女真文) je pisava, ki se je v 12.–13. stoletju uporabljala za zapis džurčenskega jezika. Ustvaril jo je Vanjan Šijin na podlagi kitanske pisave, ki je izpeljana iz kitajščine. Pisava spada v družino kitajskih pisav in je delno dešifrirana.
V pisnem jeziku Džurčenov je bilo približno 720 znakov, med katerimi so logogrami, ki označujejo nek pomen in nimajo nobene zveze z izgovarjavo, in fonogrami. Pisava ima sistem ključev, podoben kitajskemu. Znaki so bili razvrščeni po ključih in številu lastnosti. 
Džurčeni so predniki Mandžurov, vendar mandžurska pisava ne temelji na džurčenski, temveč na staromongolski.

## Zgodovina
Ko so se Džurčeni uprli kitanski dinastiji Ljao in leta 1115 ustanovili dinastijo Džin, so uporabljali kitansko pisavo. Veliko džurčensko pisavo je na ukaz cesarja Agude leta 1119 ali 1120 ustvaril Vanjan Šijin, kancler zgodnje dinastije Džin. Po besedah Džin Šija je bila mala džurčenska pisava prvič uradno uporabljena leta 1145.
Med vladavino cesarja Šidzonga (1161-1189) je bilo v džurčensko pisavo prevedenih veliko kitajskih knjig. Množično prevajanje se je začelo leta 1164. Med prevedenimi deli so bili klasični konfucijanski in taoistični spisi, zgodovine in gradivo za cesarske izpite. Ohranjen ni niti en sam fragment teh prevodov.
Večina besedil v džurčenski pisavi so epigrami in kratki napisi na pečatih, ogledalih, keramiki, zidovih itd. Od leta 1989 je znanih devet napisov, med katerimi je najbolj znan napis na hrbtni strani stele, postavljene leta 1185 med vladavino cesarja Šidzonga  v spomin na zmago Vanjana Agude nad dinastijo Ljao. Besedilo je očitno skrajšan prevod kitajskega napisa na prednji strani stele. Nedatiran napis iz okrožja Gjeongvon v sedanji Severni Koreji naj bi bil napisan med letoma 1138 in 1153. Edini napis, datiran v obdobje po padcu Džina, je na steli v templju Jongning, ki ga je leta 1413 postavil admiral Minga Išiha na hribu blizu vasi Tir v spodnjem toku Amurja.
Do leta 1968 je veljalo, da se ni ohranil noben fragment besedila, napisanega v džurčenski  pisavi na papirju ali svili. Tistega leta je E.I. Kičanov med tangutskimi papirnatimi dokumenti v leningrajski podružnici Inštituta za orientalske študije Ruske akademije znanosti, zdaj Inštitut za orientalske rokopise Ruske akademije znanosti,  odkril dva lista papirja z džurčenskim besedilom iz leta 1217. Leta 1990 je Herbert Franke opisal leningrajsko najdbo kot edinstveno in nerazvozlano. Leta 1979 sta kitajska znanstvenika Liu Dzujčang in Džu Džjejuan poročala o senzacionalnem odkritju enajst strani dolgega dokumenta, napisanega v džurčenski pisavi. Dokument sta odkrila pod eno od stel v muzeju Šjana. Rokopis ima 237 vrstic in približno 2300 znakov. Domneva se, da je kopija Knjige džurčenskih znanov (Nudžen Dzišu) Vanjana Šijina. Po mnenju raziskovalcev, ki so rokopis odkrili, gre za učbenik, ki vsebuje seznam velikih znakov, od katerih vsak peti predstavlja besedo. Razlikuje se od epitafov, ki vsebujejo tudi hieroglife, ki fonetično zapisujejo zvoke.
Džurčenska pisava je bil med ljudmi precej razširjena, kar dokazujejo številni grafiti, večinoma nerazvozlani, ki so jih Džurčeni pustili na pagodi Baj Ta v Hohhotu.
Džurčenska pisava se je po strmoglavljenju dinastije Džin po invaziji Mongolov začela pozabljati, vendar do popolne pozabe ni prišlo. Trditev potrjujejo napisi iz dinastije Ming na steli v Tiru (1413) in v Kitajsko-džurčenskem slovar, ki je bil del večjezičnega Kitajsko-barbarskega slovarja iz prevajalskega urada dinastije Ming.
Med dinastijama Juan in Ming se je v Mandžuriji še naprej govoril džurčenski jezik, iz katerega je nastal mandžurski jezik. Pisava slednjega je temeljila na mongolski pisavi.

## Struktura pisave
Džurčenska pisava je nastala na podlagi kitanske pisave in je zato sorodna tudi kitajski pisavi. Iz obeh pisav je izposojenih veliko znakov. Z malo kitansko pisavo je povezan le majhen del znakov, z njo pa je verjetno povezana zamisel o uporabi fonetičnih hieroglifov za pisanje sklonjenega dela besede.
Pisava ima dve vrsti znakov:  
- ideografske, ki so se uporabljali za pisanje 
  - celih besed z enim do treh zlogov in
  - prvega ter prvega in drugega zloga besede in
- fonetične, ki so se običajno uporabljali za zapis zlogov tipa soglasnik-samoglasnik, glagolskih končnic in samoglasnikov.[19]

Meja med skupinama je nejasna, saj so se nekateri ideogrami uporabljali tudi kot fonetski znaki.
Primerjava Nudžen Dzišuja s kasnejšimi dokumenti daje vpogled v razvoj pisave. Pisava se je postopoma spremenila iz ideografske v ideografsko-fonetično. Mnogo besed, prvotno zapisanih z enim znakom, se je kasneje pisalo z dvema ali tremi znaki. Hieroglifi, s katerimi so prvotno zapisovali celo besedo, so začeli pomeniti le njen začetek.

## Preučevanje pisave
Zaradi nezadostnega števila znanih primerov džurčenske pisave je bilo učenjakom 19. (in včasih 20.) stoletja pogosto težko ugotoviti, ali je preučevana pisava mala ali velika in ali je sploh džurčenska. Za dokument 大金皇帝都統經略郎君行記 (pinjin dà jīn hu ángdì dōutǒng jīnglüè lángjūn xìngjì, slovensko Potovanja Lang Džuna, cesarja dinastije Džin) je veljalo, da je napisan v džurčenski pisavi, dokler ni misijonar L. Kervyn odkril grobnice cesarjev dinastije Ljao v Činglingu. Za dokument se je kasneje ugotovilo, da je napisan v nerazvozleni kitanski pisavi in kitanskem in ne džurčenskem jeziku. 
Prvo delo o džurčenski pisavi je napisal filolog in etnograf Wilhelm Grube.